# Fishin' for Woos
Fishin' for Woos è l'ottavo album in studio del gruppo musicale pop punk statunitense Bowling for Soup, pubblicato nel 2011.

## Tracce
1. Let's Pretend We're Not in Love – 3:08 (Jaret Reddick)
2. Girls in America – 3:08 (Reddick, Zac Maloy, Tommy Henrickson)
3. S-S-S-Saturday – 3:05 (Reddick, Linus of Hollywood)
4. What About Us – 3:58 (Reddick)
5. Here's Your Freakin' Song – 3:55 (Reddick, Linus of Hollywood)
6. This Ain't My Day – 3:11 (Reddick)
7. Smiley Face (It's All Good) – 3:02 (Reddick)
8. Turbulence (feat. Gabriel Mann dei The Rescues) – 3:58 (Reddick, Linus of Hollywood)
9. I've Never Done Anything Like This (feat. Kay Hanley dei Letters to Cleo) – 3:15 (Reddick, Linus of Hollywood)
10. Friends Chicks Guitars – 3:42 (Reddick)
11. Guard My Heart – 3:59 (Erik Chandler, Reddick)
12. Graduation Trip – 3:56 (Reddick)

## Formazione
- Jaret Reddick - voce, chitarra
- Chris Burney - chitarra, cori
- Erik Chandler - basso, cori
- Gary Wiseman - batteria